# 落合延高
落合 延高（おちあい のぶたか、1948年1月 - ）は、日本の歴史学者。群馬大学社会情報学部名誉教授。東京都出身。専門は歴史学、上州の近世史。著者名は「落合 延孝」と表記されている。

## 来歴・人物
- 1948年1月 - 東京都に生まれる。
- 1970年3月 - 東京学芸大学教育学部、初等教育養成課程卒業
- 1980年8月 - 東京都立大学大学院人文科学研究科博士課程（史学専攻）単位取得満期退学
- 1980年9月 - 群馬大学教養部（歴史学）赴任
- 1993年10月 - 群馬大学社会情報学部（地域社会史）へ転勤
- 2013年3月 - 群馬大学社会情報学部退職
- 2014年 - 放送大学群馬学習センター客員教授[2]
- 2016年4月 - みやま文庫編集幹事[3]

今昔物語集や遠野物語などの民話譚、松本清張・藤沢周平などの大衆文学を好み、学生に古文書にまつわる講義を行っていた。趣味は散歩、カラオケ、読書。

## 専門分野
- 地域社会史 - 上州の江戸時代の社会史
- 歴史情報論 - 幕末期の情報留である森村新蔵が記した「享和以来新聞記」を分析[4]

## 担当講義
- 「地域社会史」
- 「歴史情報論」
- 「社会情報学ゼミ」
- 「古文書を読む」
- 「歴史学」
- 「地域社会史」
- 「郷土史料を読むA~E」（放送大学）

## 著書・論文

### 著書
- 「幕藩制国家論の問題点」『現代歴史学の成果と課題 2：前近代の社会と国家』歴史学研究会、1982年
- 『新田文庫資料集1』群馬大学附属図書館、1986年
- 『上里町史 資料編』上里町、1992年
- 「歴史学からみた民俗信仰：狐憑・疫神・疱瘡と岩松氏の除札」『群馬民俗学の軌跡』煥乎堂、1993年
- 『上里町史 通史編』上里町、1996年
- 『猫絵の殿様』吉川弘文館、1996年、ISBN 9784642074889。増補版・同「読みなおす日本史」、2025年、ISBN 9784642078085
- 「フォークロアから運動へ」『民衆運動史 近世から近代へ 3：社会と秩序』2000年
- 「幕末を旅した男」『ものがたり 日本列島に生きた人たち』岩波書店、2000年
- 「編・解説」『維新変革と民衆 幕末維新論集 5』吉川弘文館、2000年
- 『八州廻りと博徒』山川出版社、2002年
- 『幕末民衆の情報世界：風説留が語るもの』有志舎、2007年
- 『東歴研の歩みと歴史学のこれから』第2章「東歴研の思い出」東京歴史科学研究会、2008年

### 論文
- 「世直しと村落共同体」『民衆の生活・文化と変革主体』（『歴史学研究』別冊、歴史学研究会、1982年11月）
- 「近世村落における火事・盗みの検断権と神判の機能」（『歴史評論』442号、歴史科学協議会、1987年2月）
- 「幕末維新期の情報収集活動と情報のネットワーク-森村新蔵「享和以来新聞記」を素材に-」（『群馬文化』267号、群馬県地域文化研究協議会、2001年7月）

ほか

## 所属学会
- 歴史科学協議会
- 歴史学研究会
- 日本史研究会
- 地方史研究協議会
- 東京歴史科学研究会
- 関東近世史研究会
- 群馬県地域文化研究協議会